# Tratatul de la București (1812)

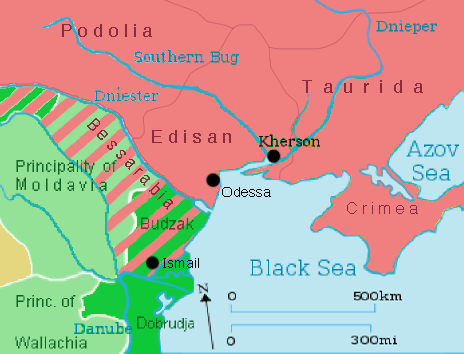
Extinderea imperiului rus la Tratatul de la București din 1812

Pacea de la București din 1812 a fost un tratat de pace semnat pe 16/28 mai 1812, între Imperiul Rus și Imperiul Otoman, la încheierea războiului ruso-turc din 1806-1812. Prin acest tratat, Principatul Moldovei a fost redus la o zonă geografică care a inclus cea mai mare parte a Moldovei Occidentale, în timp ce partea orientală, atribuită Imperiului Rus, a devenit o provincie, denumită atunci Basarabia, a Imperiului țarist (succesiv krai în 1812, oblastie în 1828 apoi gubernie în 1871).

## Context
Războiul ruso-turc din 1806–1812 a izbucnit pe 18/28 octombrie, țarul Alexandru I ordonând trupelor sale să traverseze Nistrul și să ocupe Țările Române. Cei mai importanți factori de influențare a războiului din 1806-1812 au fost jocurile de interese dintre Prusia, Franța și Imperiul Habsburgic.
La începutul ostilităților, toți ambasadorii ruși din capitalele europene au fost instruiți să declare că Imperiul Rus nu avea "nici cea mai mică intenție să cucerească ceva de la Turcia", urmărind doar "prevenirea intenției lui Bonaparte, exprimate de ambasadorul său la Constantinopol, de a trece armata franceză prin posesiunile otomane, pentru a ataca la Nistru". În pofida asigurărilor inițiale, cu ocazia semnării Tratatului de la Tilsit de pe 25 iunie/7 iulie 1807 dintre Rusia și Franța și după întâlnirea de la Erfurt dintre Alexandru I și Napoleon, țarul a căpătat în cele din urmă acceptul suveranului francez pentru ocuparea de către Imperiul Țarist a celor două principate dunărene – Valahia și Moldova – în cazul victoriei rușilor în războiul cu otomanii din 1806-1812.
Un armistițiu a fost semnat cu sârbii revoltați și s-a acordat autonomie Serbiei. Tratatul, semnat de comandantul rus Mihail Kutuzov, a fost ratificat de către Alexandru I al Rusiei cu doar o zi înainte de invazia lui Napoleon în Rusia.

## Tratativele de pace
Având asemenea asigurări diplomatice, rușii au înaintat propuneri de pace negociate încă din octombrie 1811 la Giurgiu, după înfrângerea armatelor otomane la Ruse și Slobozia. Propunerile țariste prevedeau, în mod imperialist, ca "principatele Moldova, „Valahia Mare” și „Mică” (adică Muntenia și Oltenia formând Țara Românească) și Basarabia"  să se alipească "pe veci la Imperiul Rus, cu orașele, cetățile și satele, cu locuitorii acestora de ambele sexe și cu averea lor", specificându-se că "fluviul Dunărea va fi de acum înainte granița dintre cele două Imperii". 
În timp ce, din partea țaristă, Mihail Kutuzov depunea toate eforturile necesare pentru încheierea păcii mai înainte de previzibila invazie napoleoniană, mediatorii britanici și francezi tărăgăneau tratativele de pace în speranța de a limita pierderile otomane, nu de dragul „Sublimei Porți” ci pentru a stăvili expansiunea rusească spre Balcani și strâmtori. 
Constantinopolul a refuzat ferm propunerile inițiale țariste iar atunci Rusia s-a declarat mulțumită și cu ocuparea "doar" a teritoriului Principatului Moldovei dintre Prut și Nistru. Evoluțiile militare și politice i-au determinat pe unii politicieni și generali ruși să ceară guvernului țarist să accepte doar ocuparea Bugeacului (viitoarele județe Cahul, Ismail și Cetatea Albă), care dădea acces la gurile Dunării.
Odată cu îmbunătățirea situației sale pe front, Imperiul Țarist și-a mărit din nou pretențiile, cerând cedarea întregului teritoriu dintre Prut și Nistru (ulterior numit Basarabia, nume care până atunci desemnase doar teritoriul numit de Turci „Bugeac”). În această ultimă fază, negociatorul otoman a fost prințul fanariot Dumitru Moruzi (1850-1914, fiu al domnitorului Moldovei Constantin Moruzi,1786 - 1821, și Mare Drogman al Imperiului Otoman din 1808), iar negociatorul rus a fost contele francez emigrat Alexandre-Louis Andrault de Langeron (1763-1831, în slujba Rusiei din 1790).

## Tratatul de pace
Tratatul de pace a fost semnat pe 16/28 mai 1812 la București, în hanul agentului rus Manuc Bei. Tratatul avea 16 articole publice și două articole secrete. 
Prin articolele 4 și 5, Imperiul Otoman ceda Imperiului Rus un teritoriu de 45.630 km², cu 482.630 de locuitori, 5 cetăți, 17 orașe și 695 de sate, (conform cu recensământul ordonat de autoritățile țariste în 1817). Au trecut în componența Imperiului Rus ținuturile Hotin, Soroca, Orhei, Lăpușna, Greceni, Hotărniceni, Codru, Tighina, Cârligătura, Fălciu, partea răsăriteană a ținutului Iașilor și Bugeacul. Autoritățile țariste au denumit în 1813 noua regiune ocupată "gubernia Bessarabia". 
Articolul 6 prevedea retrocedarea către Imperiul Otoman a orașelor Anapa, Poti și Akhalkalaki, dar ocuparea de către Rusia a portului Suhumi și altor localități din Caucaz. 
La București s-au pus bazele independenței Serbiei, care a căpătat un grad sporit de autonomie, la care au participat și românii timoceni.

## Urmări
Datorată dibăciei trimisului rus, prințul Langeron, trecerea întregii Moldove orientale (de atunci încoace Basarabia) sub stăpânirea țaristă în ajunul ofensivei lui Napoleon Bonaparte, i-a adus lui Langeron recunoștința țarului Alexandru I, cu mari avantaje nobiliare, militare și financiare ; în schimb, sultanul Mahmud, mâniat de faptul că Dumitru Moruzi nu știuse să tergiverseze încă o zi până la această ofensivă (din lipsa unor informatori în Franța), s-a răzbunat pe prințul fanariot condamnându-l să fie decapitat pentru trădare, sultanul bănuindu-l că ar fi fost, ca ortodox, favorabil intereselor rusești. Pentru Rusia, semnarea tratatului a fost un mare succes diplomatic și militar, ratificarea numai cu o zi mai înainte de declanșarea invaziei lui Napoleon în Rusia permițând retragera de la Dunăre a trupelor ruse pentru a rezista invaziei franceze, și scoaterea Imperiului Otoman înfrânt din rândul aliaților Franței. 
Printr-un manifest emis la încheierea tratatului de pace, Imperiul Rus s-a obligat să-și retragă trupele din Moldova Occidentală. De asemenea, țarul garanta locuitorilor de pe ambele maluri ale Prutului dreptul ca, timp de un an, să se mute de ce parte a noii granițe ar fi dorit și să-și vândă averea după propriul interes. În timpul acestui an, s-a înregistrat încheierea unui număr extrem de mare de vânzări și de schimburi de moșii. 
Vechiul principat al Moldovei, după ce pierduse deja Bucovina în 1774, a fost astfel sfâșiat în două. Dacă, la început, țarul Alexandru I a încercat să câștge simpatia noilor supuși prin asigurarea unor condiții de dezvoltare autonome a provinciei, în scurtă vreme s-a trecut la reorganizarea Basarabiei ca gubernie, populația fiind supusă politicii de rusificare (vezi istoria moldovenismului). Imediat după anexare, boierii locali, conduși de prințul moldovean Scarlat Sturdza (devenit guvernator) și de Gavriil Bănulescu-Bodoni, Episcop al Chișinăului și Hotinului, au semnat o petiție pentru auto-guvernare și crearea unui guvern civil, bazat pe legile moldovenești tradiționale, oficial recunoscut în 1818. Atât româna cât și rusa au fost atunci limbi folosite de administrația locală. Bănulescu-Bodoni, de asemenea, a obținut permisiunea pentru deschiderea unui seminar și o tipografie, biserica din Basarabia devenind o eparhie a Bisericii Ortodoxe Ruse.
Dar treptat, limbii ruse a început să i se acorde o tot mai mare importanță. Conform autorităților imperiale, din 1828 actele oficiale au început să fie publicate numai în limba rusă, iar pe la 1835, s-a acordat un termen de 7 ani în care instituțiile statului mai puteau accepta acte redactate în limba română.
Limba română a mai fost acceptată ca limbă de predare în învățământul public până în 1842, din acest moment statutul ei devenind unul de obiect secundar. Astfel, la seminarul din Chișinău limba română s-a regăsit printre materiile obligatorii de studiu (10 ore pe săptămână) până în 1863, când catedra respectivă a fost desființată. La Liceul nr. 1 din Chișinău, elevii aveau posibilitatea să aleagă studiul uneia dintre următoarele limbi: română, germană și greacă până pe 9 februarie 1866, când autoritățile imperiale au interzis studierea limbii române, oferind următoarea explicație: „elevii cunosc această limbă în modul practic, iar învățarea ei urmărește alte scopuri”.
Prin 1871, țarul a emis un ucaz „Asupra suspendării studierii limbii române în școlile din Basarabia” deoarece „în Imperiul Rus nu se studiază limbile locale”.

## Statutul juridic al actului
Pe planul juridic, actul a fost considerat drept „fraudulos” din trei motive:
1. deoarece actul de anexare a Moldovei orientale de către Imperiul Țarist încălca practica internațională, cu toate normele de drept existente la moment[3] și deoarece Moldova nu era provincie otomană;[4]
2. în articolul VI al Tratatului de la Moscova (1921)[5], delegația sovietică declară toate tratatele semnate mai înainte între Imperiile Rus și Otoman ca fiind « nule și neavenite », implicit așadar și Tratatul de la București din 1812;[6]
3. ocupația sovietică a Basarabiei și Bucovinei de Nord, la data de 28 iunie 1940, ca urmare a ultimatumului din 26 iunie 1940, conformă revendicărilor sovietice interbelice bazate pe actul din 1812 și integrate în Pactul Ribbentrop-Molotov, constituie o violare a dreptului internațional și a „Protocolului de asistență mutuală” din 21 iulie 1936, semnat între URSS și România de Maxim Litvinov și Nicolae Titulescu.[7]

Totodată actul a fost considerat drept „legitimat” a posteriori prin patru acte:
1. de către comunitatea internațională, Regatul României inclus, prin Tratatele de pace de la Paris (1947);[9]
2. de către România, la data de 28 august 1991 prin recunoașterea Independenței Republicii Moldova;[10]
3. de către Comunitatea Statelor Independente la data de 8 decembrie 1991 prin recunoașterea Republicii Moldova ca stat întemeietor;[11]
4. de către Uniunea Europeană, România inclusiv, la data de 27 iunie 2014 prin acordul de Asociere Republica Moldova–Uniunea Europeană.[12]